# Paul Campbell
Paul Campbell (Vancouver, 1979. június 22. –) kanadai színész.

## Filmográfia

### Film
| Év   | Magyar cím Eredeti cím                                   | Szerep            | Megjegyzés |
| ---- | -------------------------------------------------------- | ----------------- | ---------- |
| 2013 | – Dirty Singles                                          | Jack              |            |
| 2011 | Vad évad The Big Year                                    | Tony              |            |
| 2009 | Szerelmi leckék idősebbeknek és haladóknak Play the Game | David Mitchell    |            |
| 2007 | Bag Boy                                                  | Phil Piedmonstein |            |
| 2007 | 88 perc 88 Minutes                                       | Albert Jackson    |            |
| 2005 | Halálos árnyak Severed                                   | Tyler             |            |
| 2005 | Hosszú hétvége The Long Weekend                          | Roger             |            |
| 2004 | – Ill Fated                                              | Jimmy             |            |
| 2004 | Halálbiztos vizsga The Perfect Score                     | Guy in Truck      |            |

### Televízió
| Év             | Magyar cím Eredeti cím                   | Szerep                       | Megjegyzés                              |
| -------------- | ---------------------------------------- | ---------------------------- | --------------------------------------- |
| 2013           | – Window Wonderland                      | Jake                         | TV-film                                 |
| 2014           | – Spun Out                               | Ryan, Beckett / Beckett Ryan | 12 epizód                               |
| 2013           | Emily doktornő Emily Owens M.D.          | Scott                        | 2 epizód                                |
| 2012           | Odaát Supernatural                       | Don Richardson               | Citizen Fang című epizód                |
| 2011           | Killer Mountain                          | Tyler                        | TV-film                                 |
| 2011           | – Almost Heroes                          | Terry                        | 8 epizód                                |
| 2011           | – Normal                                 | Dr. Tatsciore                | TV-film                                 |
| 2010           | – Bond of Silence                        | Officer Haines               | TV-film                                 |
| 2008–2009      | Knight Ride Knight Rider                 | Billy Morgan                 | 18 epizód magyar hangja Pálmai Szabolcs |
| 2009           | – No Heroics                             | Pete                         | TV-film                                 |
| 2006           | – Nobody's Watching                      | Will                         | TV-film                                 |
| 2003 2004–2006 | Csillagközi romboló Battlestar Galactica | Billy Keikeya                | 27 epizód magyar hangja Előd Álmos      |
| 2003           | Vadnyugati bűnvadászok Peacemakers       | Tom                          | No Excuse című epizód                   |
| 2003           | Androméda Andromeda                      | Lt. Bowlus                   | 2 epizód                                |
| 2003           | – Black Sash                             | Grant                        | Date Night című epizód                  |
| 2003           | John Doe – A múlt nélküli ember John Doe | Unshaven                     | Illegal Alien című epizód               |
| 2002           | A múlt nyomában We'll Meet Again         | Bobby Burke                  | TV-film                                 |
| 2002           | Holtsáv The Dead Zone                    | Chuck Chattsworth            | Destiny című epizód                     |